# Назарова Клавдія Іванівна
Клавдія Іванівна Назарова (нар. 1 жовтня 1920 — пом. 12 грудня 1942) — Герой Радянського Союзу, організатор і керівниця підпільної комсомольської організації в місті Острів Псковської області.

## Біографія
Клавдія Іванівна Назарова народилася 1 жовтня 1920 року у місті Острів в селянській родині.
Закінчила 10 класів середньої школи і 1-й курс Державного ордена Леніна інституту фізичної культури імені П. Ф. Лесгафта. До війни вона працювала старшою піонервожатою в школі.
З початком німецько-радянської війни і захопленням міста Острів окупантами Клавдія Назарова стала працювати у швейній майстерні. Із тих комсомольців, що залишилися в місті організувала підпільну організацію, в завдання якої входили організація опору окупантам, поширення зведень Радінформбюро і розвідка. Відомості про дії окупантів передавалися партизанському загону, і партизани наносили точні удари по окупантам.
Крім того, підпільники під керівництвом Клавдії Назарової допомагали військовополоненим тікати з табору і добиратися до партизанів. Було врятовано понад 50 осіб. Окупанти здогадувалися про існування підпілля, але довго не могли вийти на слід організації. Тільки за доносом зрадника вони зуміли вийти на Клавдію Назарову, і 7 листопада 1942 року вона була заарештована. Більше місяця її піддавали тяжким катуванням, але вона не видала нікого з своїх товаришів. 12 грудня 1942 року окупанти публічно стратили її на площі міста Острів. Три дні тіло дівчини провисіло на шибениці, і тільки потім було дозволено поховати її.

## Нагороди
- Указом Президії Верховної Ради СРСР від 20 серпня 1945 року за зразкове виконання бойових завдань командування в тилу німецько-фашистських військ і проявлені при цьому героїзм і мужність Назаровій Клавдії Іванівні посмертно присвоєно звання Героя Радянського Союзу.
- Нагороджена орденом Леніна.

## Увічнення пам'яті
- У місті Острів Клавдії Назаровій встановлено пам'ятник.
- В школі № 17 міста Мончегорська Мурманської області зібраний матеріал про життя Клавдії Назарової та її подвиг.
- Ім'я Клавдії Назарової носила піонерська організація середньої школи № 3 міста Томська.
- Ім'я Клавдії Назарової носила піонерська організація Шемякінської восьмирічної школи Порховського району Псковської області.
- Іменем Героїні названі:
  - вулиці в містах
    - Острів;
    - Борисоглібськ
    - Псков;
    - Ленінськ-Кузнецький;
    - Калінінград;
    - Донецьк;
    - Порхова.
    - вулиця в селищі міського типу Бежаніци Псковської області,

  - школи у містах
    - Гремячинськ Пермського краю.